# Бурцева, Таисия Николаевна
Таи́сия Никола́евна Бу́рцева (Исиче́нко) (4 марта 1924, Щигры, Курская губерния — 16 мая 1997, Харьков) — украинская оперная певица (драматическое сопрано), педагог и общественный деятель, профессор. Заслуженная артистка Украинской ССР (1956).

## Биография
Профессиональное обучение вокалу начала в 1943 году у Н. Л. Чемезова.
Закончила в 1949 году Харьковскую консерваторию по классу М. И. Михайлова.
В 1946—1948 годах солистка Харьковской оперной студии. В 1948—1972 годах солистка Харьковского академического театра оперы и балета им. Н. В. Лысенко.
С 1969 года преподавала в Харьковском институте искусств им. И. П. Котляревского (с 1976 — доцент, в 1976—1984 проректор по учебной работе, с 1990 — профессор).
Подготовила 23 выпускника в классе сольного пения. Среди них В. Ломакин, А. Романовская, Л. Суханова, В. Бедняк.

## Оперные роли
- «Аида» Дж. Верди — Аида
- «Бал-маскарад» Дж. Верди — Амелия
- «Снегурочка» Н. А. Римского-Корсакова — Весна
- «Галька» С. Монюшко — Галька
- «Руслан и Людмила» М. И. Глинки — Горислава
- Елизавета («Дон Карлос» Дж. Верди)
- Жанна д’Арк («Орлеанская дева» П. И. Чайковского)
- Иоланта («Иоланта» П. И. Чайковского)
- Кума («Чародейка» П. И. Чайковского)
- Купава («Снегурочка» Н. А. Римского-Корсакова)
- Леонора («Трубадур» Дж. Верди)
- Лиза («Пиковая дама» П. И. Чайковского)
- Мария («Мазепа» П. И. Чайковского)
- Настя («Тарас Бульба» Н. В. Лисенко)
- Наталья («Опричник» П. И. Чайковского)
- Наталка («Наталка-Полтавка» Н. В. Лисенко)
- Наташа («Русалка» А. С. Даргомижского)
- Одарка («Запорожец за Дунаем» С. С. Гулака-Артемовского)
- Оксана («Черевички» П. И. Чайковского)
- Тамара («Демон» А. Г. Рубинштейна)
- Татьяна («Евгений Онегин» П. И. Чайковского)
- Терпилиха («Наталка-Полтавка» Н. В. Лисенко)
- Тоска («Тоска» Дж. Пуччини)
- Ярославна («Князь Игорь» А. П. Бородина)

## Публикации
- Исиченко-Бурцева Т. Н. Записки оперной певицы / Сост. Г. Ганзбург. — Харьков, 1999. — 84 с. ISBN 966-586-077-1